# 杨志超 (艺术家)
杨志超（1963年—）是一位因其极端且跨学科的行为艺术而获得认可的中国艺术家。

## 传记
杨志超1963年生于中国甘肃省。1987年从西北师范大学北满洲里艺术学院毕业。1998年，当他从甘肃农村搬到北京后，日益关注全球化及其对人体影响的话题。
在甘肃农村，杨志超观察到身体大多被视为劳动的工具。在北京时，他将人体比作装满工业产品的硬盘。在这个新环境中，杨志超的艺术才华开始显现。在他的表演中，他用自己的身体来提高人们对社会问题的认识，认为在现代化的科技时代，身体不再属于个人，而是属于社会和国家。他的表演经常涉及无麻醉的外科手术等行为。他后来的作品探索了类似的主题，不过他已经不再进行自我伤害。
杨志超已在中国内外都举办过展览，包括在上海东廊著名的《不合作方式》）（2000年）、广州的广东艺术博物院（2003年）、北京的大道现场艺术节（2004年）和北京策展人舒阳在联合王国组织的八大院校巡演（2005年）。

## 著名作品
- 《种草》（2000）在中国上海演出，在东廊画廊仓库举行的《不合作方式》展览中，护士们在未使用麻醉的情况下将草插入艺术家的皮肤。[5]
- 《烙》（2000），中国北京，这位艺术家被烙上了自己的身份证号码。这件作品引发了人们对所有权以及国家监控其国民、将人简化为一个数字的种种思考。[1]
- 《藏》（2004），中国北京，

融入了人体与技术相容性超越与自然相容性的理念。受用人工假体替换身体部位的外科手术启发，艺术家艾未未在未使用麻醉剂的情况下，为杨志超的腿部手术植入了一个未指明的金属物体。该物体至今仍留在艺术家的大腿内，其确切性质也未向他透露。
- 《中国红》（2005-2006），杨志超用血滴混合墨水和矿物颜料在丝绸上作画，以反映他在作品创作所在国家（英国和德国）的日常生活体验。通过将自己身体的元素与中国传统材料的灵性相结合，他的画作旨在讲述充满精神和灵魂的故事。[6][7][8]
- 《中国圣经》（2009），艺术家收集的一系列笔记本和日记，主要来自北京的潘家园市场。这些笔记本和日记的年代跨越1949年至1999年，记录了几代中国人的个人文字，艺术家用它们来展现一个世纪政治动荡期间普通人的个人经历。[9]
- 《爱情故事》（2016）通过记录艺术家杨与妻子张兰的关系，深入探讨了亲密关系。自1996年以来，艺术家一直记录他与妻子每次的性爱经历，最初使用一组打孔卡片来记录时间、日期和性爱时长。这件作品最初是一个私人项目，后来发展成为一本配有插图的日记，其中包含了其他个人事件的信息和细节。2016年，即作品问世20周年之际，它向公众开放。[3]

## 个展[10]
- 2015 《中国圣经》，澳大利亚悉尼谢尔曼当代艺术基金会[11]
- 2012 《艺术专利局-杨志超档案》，北京草场地荔空间[12]
- 2011 《中国圣经》，香港展香港10号赞善里画廊[13]
- 2009 《中国圣经》-北京展北京艺术文件仓库[9]
- 2008 杨志超作品展上海东廊艺术[14]

## 精选群展[10]
- 2016 《超越行动》，中国北京麒麟当代艺术中心。[15]
- 2013 《平行人生-杨志超与杨志超：中国/香港》（和同名同姓香港室内设计师杨志超）：香港赞善里10号画廊。[16]
- 2012 《生物、生态》-中荷当代艺术展，北京宋庄美术馆。[17]
- 2009 《以身观身》-中国行为艺术文献展，澳门艺术博物馆。
- 2006 《行为红！》-中国行为艺术，德国柏林世界艺术中心。[7]
- 2005–2006 《城市的皮肤-当代都市影像的可能性研究》，澳门塔石艺文馆和广东深圳艺术博物馆。[18]
- 2005–2006 《翻手为云覆手为雨》艺术展，北京TS1艺术中心。[19]
- 2005 《中国现场》艺术英国巡回展，2005年10月13日—28日，访问了曼彻斯特的华人艺术中心；曼彻斯特的Greenroom；加的夫的章艺术中心；考文垂的沃里克艺术中心；盖茨黑德的波罗的海当代艺术中心；利物浦的藍衣學校；科尔切斯特的科尔切斯特艺术中心；布里斯托尔的阿尔诺非尼艺术中心；伦敦的维多利亚和阿尔伯特博物馆。[8]
- 2004 第二届大道现场艺术节，北京建外SOHO。
- 2003 现场艺术节，北京东京艺术工程。
- 2003 《距离》-广东美术馆当代艺术邀请展，广东美术馆。
- 2000 《不合作方式》展，上海东廊艺术。

### 简介
杨志超有个人资料在 CFCCA Archive & Library；artsnet；artsy；Ocula；Li Space。

### 文章
- Willcocks, Josh, , The Artifice, 2013-07-03  [2021-03-07].[1]
- Syfret, Wendy, , Vice, 2015-06-18  [2021-03-07].
- , Asia Art Newspaper, 2014-05-06  [2021-03-07]。